# Saunders Point
Der Saunders Point ist die südliche Landspitze von Simeonov Island zwischen dem Amphibolite Point und der Tophet Bastion vor der Südküste von Coronation Island im Archipel der Südlichen Orkneyinseln. Sie begrenzt nach Westen die Einfahrt zur Slanchev Bryag Cove.
Wissenschaftler der britischen Discovery Investigations kartierten diese Landmarke im Jahr 1933. Namensgeber ist A. Saunders, der während dieser Unternehmung an Bord der RRS Discovery II die südlichen Orkneyinseln fotografierte.